# Laonikos Chalkokondyles
Laonikos Chalkokondyles, död omkring 1490, var en grekisk lärd och diplomat. Han var bror till Demetrios Chalkokondyles.
Han tjänstgjorde först i den bysantinske kejsarens tjänst, och befann sig därefter 1435-61 i landsflykt hos paleologfursten i Mystras. Ett par gånger var han den turkiske sultanens fånge. Då Morea föll i sultanens hand, kom Laonikos som många andra framstående greker till Kreta, där han som innehavare av en hög prästerlig värdighet levde ännu 1484, sysselsatt med historisk och filologisk verksamhet. I sin Framställning av historien, behandlar han Turkiska rikets utveckling och dess förhållanden till sina grannar 1298-1463 i en från Herodotos och Thukydides hämtad stil.